# レディ・リーヴァー美術館
レディ・リーヴァー美術館(Lady Lever Art Gallery)は、イギリス・マージーサイドのポート・サンライトにある美術館である。ナショナル・ミュージアム・リヴァプールに属している。

## 沿革
1922年に実業家のウィリアム・ヘスケス・リーバ卿（ユニリーバ創立者）のコレクションを元に開館した。

## コレクション
18世紀から19世紀の絵画や18世紀の家具、またウェッジウッドのコレクションで名高い。その他には中国の陶磁器、タペストリー、刺繍、ギリシャ・ローマ古典時代とラファエル前派の作品、ジョゼフ・マロード・ウィリアム・ターナーやジョン・コンスタブルの風景画など多彩なコレクションを誇る。

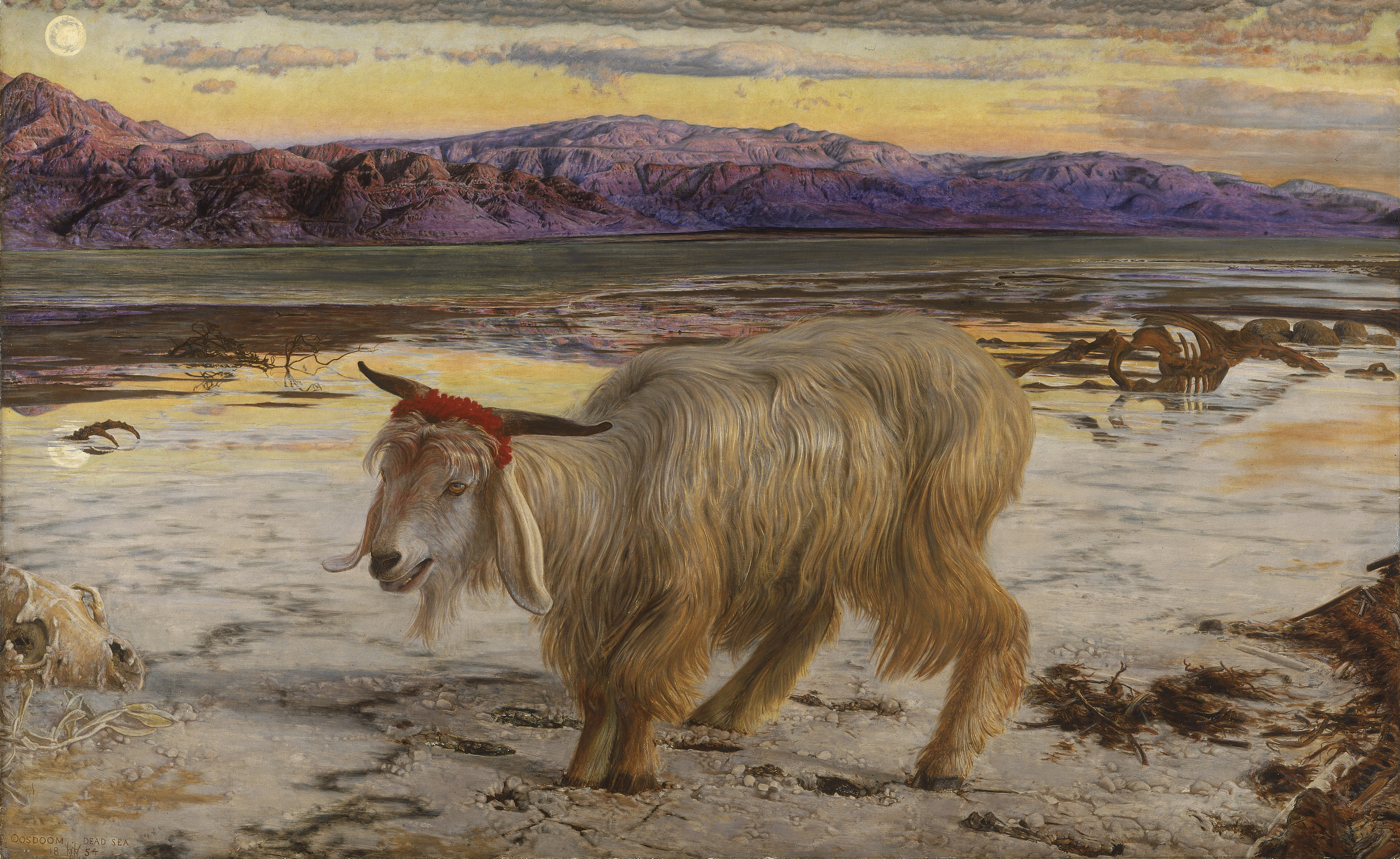
『贖罪の山羊』ウィリアム・ホルマン・ハント
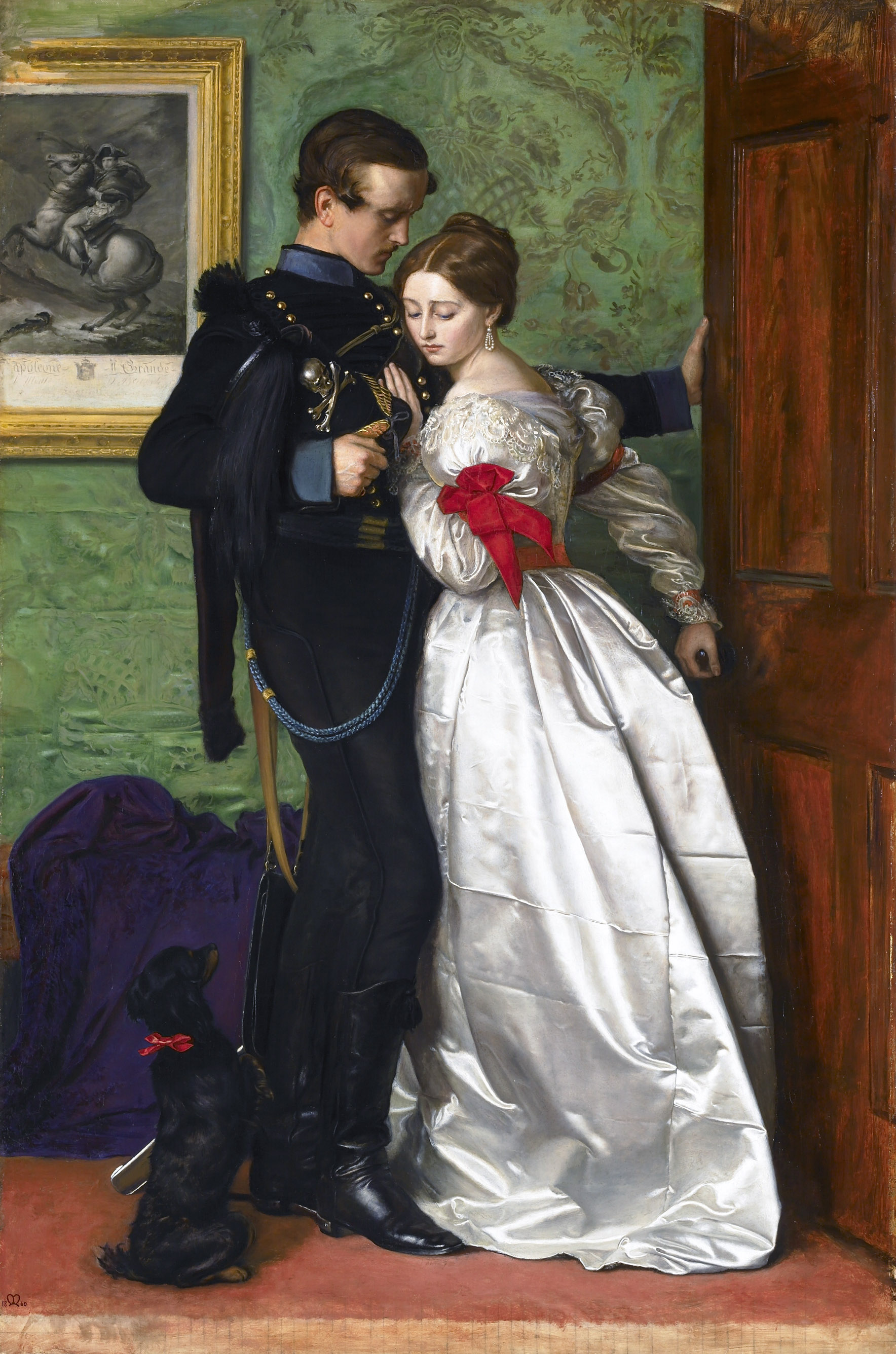
『黒きブランズウィック騎兵隊員』ジョン・エヴァレット・ミレー
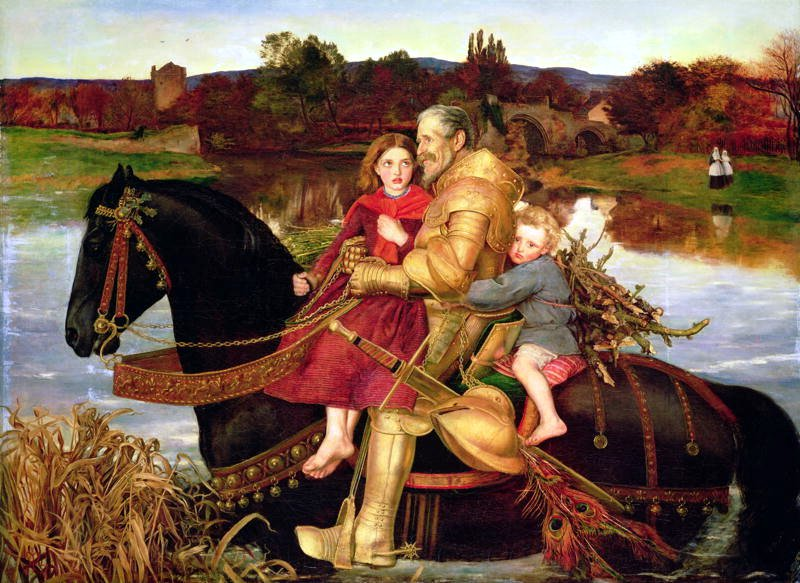
『過ぎ去りし夢―浅瀬のイサンブラス卿』ジョン・エヴァレット・ミレー
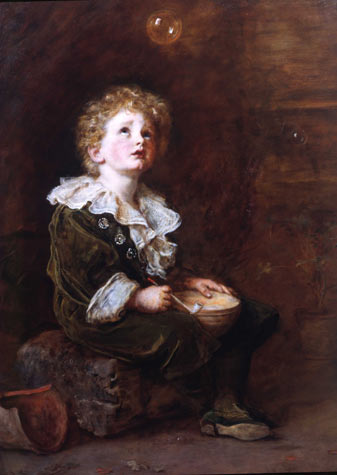
『シャボン玉』ジョン・エヴァレット・ミレー
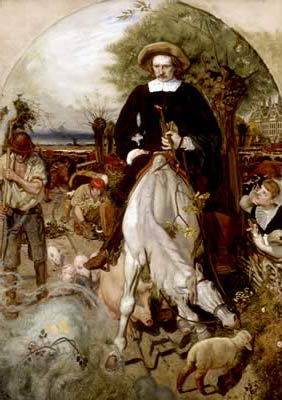
『農場のクロムウェル』フォード・マドックス・ブラウン